# Мака (село)
Мака (лезг. Макьар) — упразднённое село в Докузпаринском районе Дагестана. На момент упразднения входило в состав Гарахского сельсовета Магарамкентского района. Исключено из учётных данных в 1968 году в связи с переселением населения.

## География
Село Мака располагалось в северо-восточной части Докузпаринского района, на склоне горы Кушкала.

## История
С XVI века по 1839 год село входило в Алтыпаринское вольное общество. В 1839 году вошло в состав Российской империи. Относилось к Докузпаринскому наибству Самурского округа Дагестанской области. По данным на 1929 год село Мака состояло из 129 хозяйств, в административном отношении являлось центром Макинского сельсовета Ахтынского района. С 1934 года в составе Докузпаринского района, а с 1960 и вплоть до упразднения в составе Магарамкентского района.
В 1935 году организован колхоз имени Молотова (в 1957 году переименован в имени Агасиева).
В 1960-е годы жители села были переселены на равнину, в село Куйсун Магарамкентского района. Часть макинцев образовало новое село Мака-Казмаляр.
Указом ПВС ДАССР от 01.01.1968 года в связи с переселением исключен из учёта, населённый пункт Мака.

## Древние поселения и могильники
В 1949 году в 1 км к юго-западу от села Мака на южном склоне горы Мишед-пель был обнаружен могильник эпохи раннего железа (Макинский 1-й могильник). В результате опускания склона горы образовались значительные трещины (до 1,5 м шириной и 5 м глубиной), в которых местные жители обнаружили разрушенные могилы. В 1953 году в могильнике были найдены человеческие кости, фрагменты керамики, обломок железного меча или кинжала в орнаментированных бронзовых ножнах, сердоликовые и бронзовые бусы и др. Погребальный инвентарь Макинского могильника находит себе аналогии в инвентаре памятников VII—IV веков до н. э.
На территории селения и за его пределами расположен другой могильник (Макинский 2-й могильник). В могилах находили бронзовые предметы и глиняные сосуды, однако, находки не сохранились. Могильник относится ко второй половине 1 тысячелетия до н. э.
За краем первого могильника находится поселение, занимающее плоскую вершину горы  (Макинское 1-oe поселение). По словам местных жителей, в 1,5 км к северу от первого могильника на гребне горы, в местности «Келе-Хев» имеется древнее поселение (Макинское 2-oe поселение).

## Население
| Год     | 1886 | 1895 | 1908 | 1926 | 1939 |
| ------- | ---- | ---- | ---- | ---- | ---- |
| человек | 990  | 1069 | 863  | 610  | 453  |

По данным Всесоюзной переписи населения 1926 года, в национальной структуре населения лезгины составляли 100 %